# Загадка поместья Шоскомб
«Загадка поместья Шоскомб» (англ. The Adventure of Shoscombe Old Place) — последний по дате публикации рассказ английского писателя Артура Конан Дойла о знаменитом сыщике Шерлоке Холмсе. Входит в завершающий сборник рассказов «Архив Шерлока Холмса», опубликованный в 1927 году.

## Сюжет
К Шерлоку Холмсу обращается за помощью мистер Джон Мейсон, главный лошадиный тренер в поместье Шоскомб. Он предполагает, что его хозяин, сэр Роберт Норбертон, сошёл с ума. Норбертон живёт в поместье Шоскомб вместе с овдовевшей сестрой, леди Беатрис Фолдер, причем поместье принадлежит именно леди Беатрис. Будучи весь опутан долгами, Норбертон возлагает главную и единственную надежду на жеребца Принца Шоскомба, которого как раз тренирует Мейсон. Если Принц Шоскомба выиграет скачки, это позволит Норбертону не только расплатиться с долгами, но и разбогатеть. Но некоторое время назад в поместье Шоскомб происходили загадочные события.
Безо всякой видимой причины леди Беатрис ссорится со своим братом и перестаёт ежедневно встречаться с ним. Она тяжело больна водянкой, но вдруг начинает в больших количествах пить алкоголь. По улице леди Беатрис передвигается в карете в сопровождении своей горничной. А любимого спаниеля леди Беатрис, который внезапно стал беспричинно выть, Норбертон отдал хозяину трактира «Зеленый дракон». Затем дворецкий Стивенс замечает, что Норбертон по ночам стал ходить в заброшенный склеп. Позже дворецкий и тренер Мейсон осматривают этот склеп и обнаруживают там полуистлевший, мумифицированный труп. А вскоре в золе камина, отапливающего комнату леди Беатрис, один из слуг находит обугленную верхнюю часть человеческой берцовой кости.
Холмс в сопровождении Ватсона выезжает в Шоскомб, и, остановившись в гостинице «Зеленый дракон», просит трактирщика одолжить ему на время спаниеля леди Беатрис, якобы для охоты. Подкараулив, когда карета с леди Беатрис выезжает из поместья на прогулку, Холмс спускает собаку с поводка. Радостный спаниель бросается к карете своей хозяйки, но внезапно «леди Беатрис» отшвыривает пса и кричит на него грубым мужским голосом. Ночью Холмс, Ватсон и тренер Мейсон приходят к заброшенному склепу. Обследовав захоронения, Холмс вскрывает один из саркофагов и обнаруживает в нём тело умершей леди Беатрис Фолдер. В это же время в склепе появляется Норбертон. Холмс призывает его во всем признаться, и Норбертон следует его совету.
Оказывается, леди Беатрис скончалась неделю назад. Норбертон, желая не допустить разбирательств со своими кредиторами в связи с этим событием, решает утаить смерть сестры до тех пор, пока не пройдут скачки. Найдя подходящий саркофаг, Норбертон вытаскивает, а потом и сжигает находящиеся там человеческие останки, а на освободившееся место хоронит тело своей сестры. Роль же «леди Беатрис» играет муж её горничной. Впоследствии полицейское расследование окончилось для Норбертона вполне благополучно, он отделался всего лишь порицанием. Принц Шоскомба выиграл скачки, принеся Норбертону восемьдесят тысяч фунтов — сумму, действительно достаточную не только для того, чтобы расплатиться с кредиторами, но и восстановить своё положение в высшем свете.